# Cordillera (Schiff)
Die Cordillera war ein 1933 in Dienst gestelltes Passagierschiff der Hamburg-Amerika Line (HAPAG), das im Passagierverkehr nach Mittelamerika eingesetzt wurde. Sie wurde 1945 an die Sowjetunion ausgeliefert und 1979 verschrottet.

## Das Schiff
Die Cordillera war ein 12.055 BRT großes Motorschiff, das bei Blohm & Voss in Hamburg-Steinwerder für den Mittelamerika-Dienst der HAPAG gebaut wurde. Das 151,70 Meter lange Schiff lief am 4. März 1933 vom Stapel  und wurde am 30. Juli 1933 fertiggestellt. Sie hatte ein baugleiches Schwesterschiff, die kurz zuvor fertiggestellte Caribia (12.049 BRT). Beide Schiffe hatten zwei Masten, einen Schornstein, zwei Propeller und konnten eine Geschwindigkeit von 17 Knoten erreichen. Der Bau der Caribia und Cordillera trug dazu bei, Blohm & Voss während der Weltwirtschaftskrise Anfang der 1930er Jahre vor dem Ruin zu bewahren (die Reichsregierung beteiligte sich finanziell am Bau als eine Art Arbeitsbeschaffungsmaßnahme für die Werft).
Am 8. August 1933 lief die Cordillera in Hamburg zu ihrer Jungfernfahrt zu den Kanarischen Inseln aus. Im darauf folgenden Monat fuhr sie erstmals auf der für sie bestimmten Route von Hamburg zu den Westindischen Inseln und nach Mittelamerika.
Im September 1939 legte das Schiff ohne Passagiere im russischen Murmansk an, nachdem es aus der Karibik kommend die Dänemarkstraße in den Tagen vom 5. bis 9. September erfolgreich passiert hatte und dabei britischen Blockadeschiffen entgangen war. Am 1. Dezember 1939 wurde es in den Sapadnaja Liza Fjord nordwestlich von Murmansk, wo die deutsche Kriegsmarine auf der Grundlage des Molotow-Ribbentrop-Pakts vom August 1939 ihre sogenannte Basis Nord einzurichten beabsichtigte, verlegt; dort sollte die Cordillera erst einmal als Wohnschiff dienen. Am 8. Februar 1940 war sie dann wieder in Hamburg. Ab dem Zeitpunkt diente der ehemalige Ozeandampfer zunächst als Kasernenschiff in Wilhelmshaven und später in Swinemünde für die dortige Flakschule 1.
Bei dem schweren Luftangriff auf Swinemünde am Mittag des 12. März 1945 erhielt die Cordillera einen Bombentreffer und kenterte nach Backbord. Die Steuerbordseite ragte noch nach Kriegsende hoch aus dem flachen Wasser. Das Wrack wurde später geborgen und ging als Kriegsbeute an die Sowjetunion. Am 7. Juni 1949 traf das Schiff im Schlepp in Warnemünde ein und am 6. Oktober 1949 erfolgte die Überführung zur Reparatur nach Antwerpen. Anschließend wurde die Warnowwerft in Warnemünde mit den nötigen Instandsetzungs- und Modernisierungsmaßnahmen beauftragt.
Ab April 1952 fuhr das Schiff unter dem Namen Russ und unter sowjetischer Flagge mit Heimathafen Wladiwostok im Fernen Osten. Am 30. Dezember 1977 wurde es außer Dienst gestellt. Am 10. Februar 1979 traf es zur Abwrackung in Incheon (Südkorea) ein.